# Arroyo Mangrullo
EL arroyo Mangrullo es un curso de agua uruguayo que atraviesa el departamento de Cerro Largo, pertenece a la cuenca hidrográfica de la laguna Merín.
Nace en la cuchilla de Mangrullo y desemboca en el río Tacuarí.